# خوسيه كاباييرو
خوسيه كاباييرو (بالإسبانية: José Caballero)‏ هو رسام إسباني، ولد في 11 يونيو 1915 في ولبة في إسبانيا، وتوفي في 26 مايو 1991 في مدريد في إسبانيا.

## وصلات خارجية
- الموقع الرسمي